# 着流し

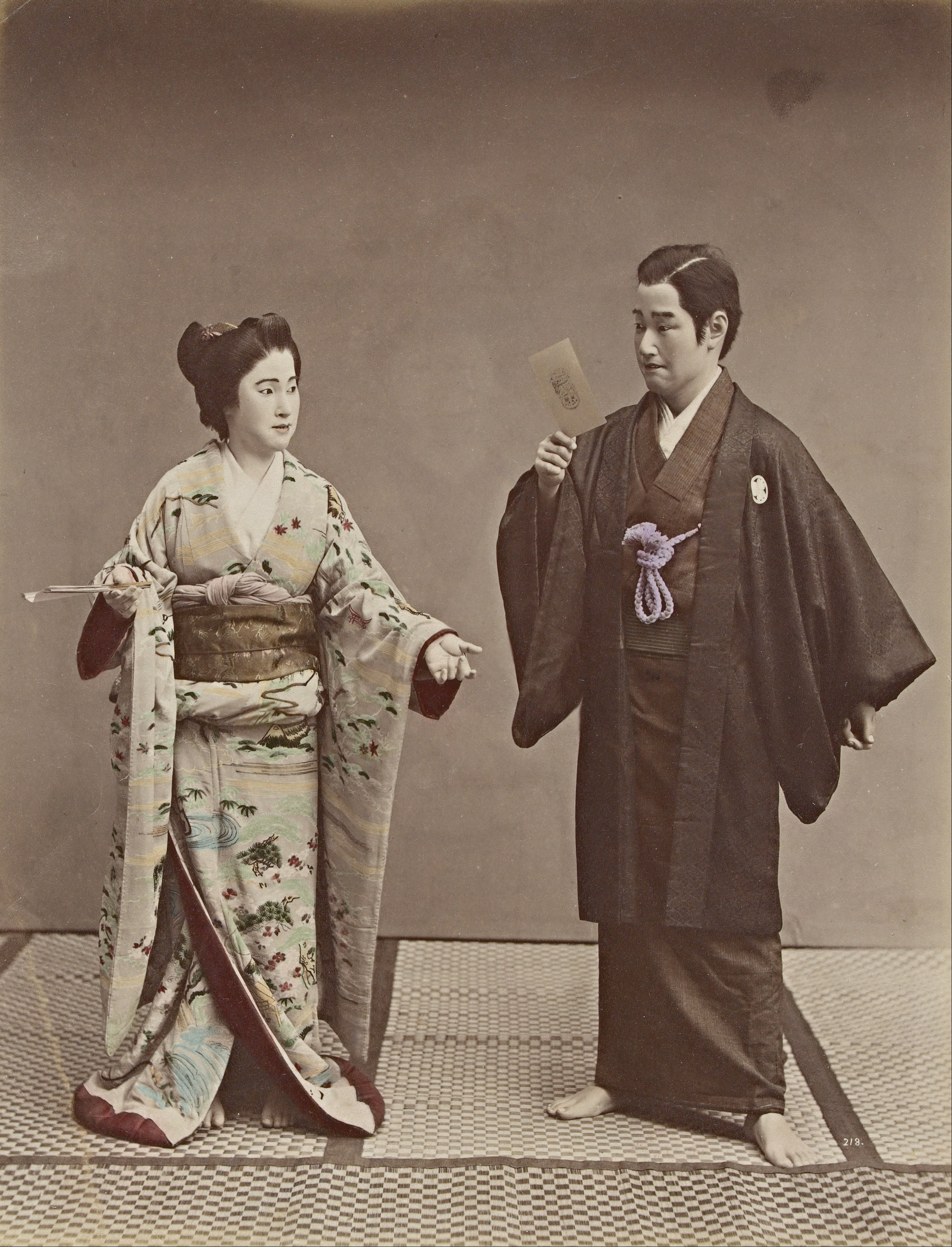
羽織を着て袴を付けない様(右)

着流し（きながし）は、男子が和服を着る際に羽織や袴を着用しない様。またその着こなしかた。
古くは、羽織を着用し袴を略した姿を着流しと称したが、現在では羽織の有無にかかわらず袴を着けない姿を指すことが多い。江戸時代には、武家方では袴を着用することが常であったのに対し、町人にはその習慣がなかったため、町方特有の風俗であるとされた。
一般に略式のくだけた格好であると考えられており、特に羽織を略した姿は粋や通にかよう独特の美意識と下層階級的な意気のよさ、卑俗な感じを持つものであるとされる。ただし、羽織を着用した着流し姿に町方としての独自の意識を持ち、礼装として扱っている場合もある。千家系統の茶道では十徳に着流しを最礼装とし、長唄や浄瑠璃では裃の際に袴ではなく前垂れを用いる。一般に江戸期にあっても、医師、茶頭、茶坊主、お抱町人などにおいては十徳に着流しが正装であるとされることが多く、これは室町期の町人風俗に基づくものであろうと考えられる。
江戸町奉行所の廻り方同心が、将軍の御成先で、黒の紋付羽織を着用し袴を着用しなくともよいという「御成先着流し御免」を許されていた。